# من و شارمین
من و شارمین فیلمی به کارگردانی و نویسندگی بیژن شیرمرز و تهیه‌کنندگی یوسف صمدزاده ساخته سال ۱۳۹۴ است.

## خلاصه داستان
در خلاصه این فیلم آمده: هر کسی نیمه گمشده‌ای دارد ولی تنها یک نفر در این دنیا هست که اسم نیمه گمشده او «شارمین اصل کوپال» است.
تینا (ویشکا آسایش)، دختری خرافاتی است که بنا به توصیه‌های عمه رمالش (گوهر خیراندیش)، منتظر فردی به نام شارمین اصل کوپال نشسته تا به زندگی‌اش وارد شود و با او ازدواج کند. به همین جهت تمام خواستگارهایش را رد کرده و تلاش‌های برادرش، مانی (مجید صالحی) و زن برادرش (سحر قریشی) توفیری در عوض کردن عقیده‌اش ندارد. تا اینکه از طریق فیس‌بوک با فردی به این نام آشنا شده (پژمان بازغی) و با او قرار ملاقات می‌‌گذارد. شروع ملاقات این دو که به تعبیر تینا دو نیمه گمشده یکدیگر در این جهان هستی هستند سرآغاز ماجراهای داستان فیلم را تشکیل می دهد…

## بازیگران
- ویشکا آسایش در نقش تینا
- پژمان بازغی در نقش سامان ادیب (شارمین اصل کوپال)
- مجید صالحی در نقش مانی
- سحر قریشی در نقش سحر
- گوهر خیراندیش در نقش عمه طلعت
- نیما شاهرخ‌شاهی در نقش فرید خسروی (شارمین اصل کوپال)
- رامین ناصرنصیر
- محمود جعفری
- آتش تقی‌پور در نقش تهامی
- پوراندخت مهیمن
- زهره حمیدی
- فریبا نادری
- نیلوفر پارسا
- یاسمن شریف‌زاده